# Liste der Monuments historiques in Pierrefonds
Die Liste der Monuments historiques in Pierrefonds führt die Monuments historiques in der französischen Gemeinde Pierrefonds auf.

## Liste der Bauwerke
| Bezeichnung                                          | Beschreibung                     | Standort | Kennzeichnung | Schutzstatus | Datum | Bild           |
| ---------------------------------------------------- | -------------------------------- | -------- | ------------- | ------------ | ----- | -------------- |
| Domaine du Bois d’Aucourt von Adolphe Clément-Bayard | Erbaut 1822 und 1911             |          | PA60000058    | Inscrit      | 2004  |                |
| Schloss Pierrefonds                                  | Erbaut von Eugène Viollet-le-Duc | (Lage)   | PA00114803    | Classé       | 1862  | weitere Bilder |
| Kirche St-Sulpice                                    |                                  | (Lage)   | PA00114804    | Classé       | 1920  | weitere Bilder |
| Ehemaliger Bahnhof                                   | Erbaut in den 1880er Jahren      | (Lage)   | PA00114805    | Inscrit      | 1977  | weitere Bilder |

## Liste der Objekte
- Monuments historiques (Objekte) in Pierrefonds in der Base Palissy des französischen Kultusministeriums